# Зеленогірська селищна рада
Зеленогі́рська се́лищна ра́да — орган місцевого самоврядування Зеленогірської селищної громади в Подільському районі Одеської області.

## Склад ради
Рада складається з 14 депутатів та голови.
- Голова ради: Бевзенко Анатолій Федорович
- Секретар ради: Ткаченко Оксана Анатоліївна

### Керівний склад попередніх скликань
| Прізвище, ім'я, по батькові | Основні відомості                                                              | Дата обрання | Дата звільнення |
| --------------------------- | ------------------------------------------------------------------------------ | ------------ | --------------- |
| Чорний Володимир Іванович   | Селищний голова, 1956 року народження, член Соціалістичної партії України      | 26.03.2006   | 02.02.2009      |
| Бевзенко Анатолій Федорович | Селищний голова, 1955 року народження, освіта середня спеціальна, безпартійний | 02.08.2009   | 31.10.2010      |
| Бевзенко Анатолій Федорович | Селищний голова, 1955 року народження, освіта середня спеціальна, безпартійний | 31.10.2010   |                 |

Примітка: таблиця складена за даними сайту Верховної Ради України

### Депутати
За результатами місцевих виборів 2010 року депутатами ради стали:

#### За суб'єктами висування
| Суб'єкт висування                                       | Кількість обраних депутатів | %    |
| ------------------------------------------------------- | --------------------------- | ---- |
| Соціалістична партія України                            | 6                           | 37,5 |
| Народна партія                                          | 5                           | 31,3 |
| Партія регіонів                                         | 3                           | 18,8 |
| Політична партія Всеукраїнське об'єднання «Батьківщина» | 1                           | 6,3  |
| Політична партія «Сильна Україна»                       | 1                           | 6,3  |

#### За округами
| № округу                                                | Прізвище, ім'я, по батькові     | Дата визнання обраним | Освіта             | Партійна приналежність             | Відомості про обраного депутата                                                     |
| ------------------------------------------------------- | ------------------------------- | --------------------- | ------------------ | ---------------------------------- | ----------------------------------------------------------------------------------- |
| Народна Партія                                          |                                 |                       |                    |                                    |                                                                                     |
| 2                                                       | Ткаченко Оксана Анатоліївна     | 02.11.2010            | вища               | позапартійна                       | Зеленогірська селищна рада, секретар                                                |
| 5                                                       | Патрікан Тамара Петрівна        | 02.11.2010            | вища               | позапартійна                       | Зеленогірська загальноосвітня школа І-ІІІ ст., вчитель                              |
| 6                                                       | Бевзенко Валентина Петрівна     | 02.11.2010            | вища               | позапартійна                       | тимчасово не працює                                                                 |
| 12                                                      | Бондар Микола Андрійович        | 02.11.2010            | вища               | член Народної партії               | ЗАТ «Заплазський цукровий завод», начальник маслоцеха                               |
| 15                                                      | Драгонер Олександр Іванович     | 02.11.2010            | середня спеціальна | член Народної партії               | тимчасово не працює                                                                 |
| Партія регіонів                                         |                                 |                       |                    |                                    |                                                                                     |
| 1                                                       | Мочуляк Сергій Миколайович      | 02.11.2010            | вища               | член Партії регіонів               | Зеленогірська загальноосвітня школа І-ІІІ ст., вчитель                              |
| 9                                                       | Кітрар Людмила Олександрівна    | 02.11.2010            | вища               | член Партії регіонів               | приватний підприємець                                                               |
| 10                                                      | Валькова Оксана Михайлівна      | 02.11.2010            | середня спеціальна | член Партії регіонів               | тимчасово не працює                                                                 |
| Політична партія Всеукраїнське об'єднання «Батьківщина» |                                 |                       |                    |                                    |                                                                                     |
| 14                                                      | Височинська Тетяна Олексіївна   | 02.11.2010            | середня            | позапартійна                       | тимчасово не працює                                                                 |
| Політична партія «Сильна Україна»                       |                                 |                       |                    |                                    |                                                                                     |
| 16                                                      | Цуркан Василь Володимирович     | 02.11.2010            | вища               | позапартійний                      | тимчасово не працює                                                                 |
| Соціалістична партія України                            |                                 |                       |                    |                                    |                                                                                     |
| 3                                                       | Лук'яненко Ігор Миколайович     | 02.11.2010            | середня            | позапартійний                      | ТОВВНФ «Зеленогірське», водій                                                       |
| 4                                                       | Чабан Микола Михайлович         | 02.11.2010            | вища               | позапартійний                      | Любашівське РВ ГУМВС України в Одеській області, завідувач реєстрації фізичних осіб |
| 7                                                       | Богопольський Руслан Васильович | 02.11.2010            | середня спеціальна | позапартійний                      | ТОВ ВНФ «Зеленогірське», диспетчер                                                  |
| 8                                                       | Лещенко Алла Вікторівна         | 02.11.2010            | середня спеціальна | позапартійна                       | Зеленогірська селищна рада, спеціаліст комп'ютерного набору                         |
| 11                                                      | Кітрар Сергій Миколайович       | 02.11.2010            | середня спеціальна | позапартійний                      | приватний підприємець                                                               |
| 13                                                      | Чорна Алла Костянтинівна        | 02.11.2010            | середня спеціальна | член Соціалістичної партії України | приватний підприємець                                                               |